# Nino Ramsby
Nino Ramsby, född Nina Ramsby, 21 juli 1972 i Finska församlingen i Stockholm, är en svensk sångare, musiker, låtskrivare och konstnär. Han spelar bland annat gitarr, bas, saxofon, flygelhorn och klarinett.

## Biografi
Nino Ramsby växte upp i Krusboda, Tyresö kommun. Han har spelat och sjungit i flera olika band och projekt som Salt, Baxter och Grand Tone Music. Han har släppt flera skivor tillsammans med pianisten och musikern Martin Hederos och även med jazzmusikern Ludvig Berghe. 
Ramsby har uppträtt på Stockholm Jazz Festival men har genom sin karriär rört sig inom flera olika musikgenrer.
År 2015 gick Ramsby ut med att han genomgick en könskorrigering och i samband med den ochså bytte förnamn från Nina till Nino. Korrigeringen har påverkat Ramsbys röst som blivit mörkare jämfört med tidigare inspelningar. 

## Priser och utmärkelser
- 2013 – Ulla Billquist-stipendiet
- 2015 – Evert Taube-stipendiet

## Diskografi
- 1995 – Auscultate (med Salt)
- 1997 – Delay Me Down and Make Me Wah Wah (med Salt)
- 1998 – Baxter (med Baxter)
- 1998 – Grand Tone Music (med Grand Tone Music)
- 2000 – New Direction (med Grand Tone Music)
- 2002 – About This (med Baxter)
- 2003 – Go to Hell (med Grand Tone Music)
- 2004 – Visorna (Nina Ramsby & Martin Hederos)
- 2006 – Jazzen (Nina Ramsby & Martin Hederos)
- 2008 – Du har blivit stor nu (en kamp!) (med Nina Ramsby Ludvig Berghe Trio)
- 2009 – ...according to Brent Hunter vs Nina Ramsby (med gruppen The World)
- 2010 – Lirar och berättar
- 2010 – Tell Me Like It Is (med Baxter)
- 2013 – Varsågoda och tack (med Nina Ramsby Ludvig Berghe Trio)
- 2015 – Du kan och sov nu

## Övriga projekt och medverkanden
På Sällskapets skiva med samma namn medverkar Ramsby med sång på låten Järnstaden. Han medverkar även i låten Vingars Brus på Dundertågets album Dom feta åren är förbi. Ramsby var Sommarvärd i Sveriges Radio P1 den 2 augusti 2023.